# Wąż i tęcza
Wąż i tęcza (tyt. oryg. ang. The Serpent and the Rainbow) – amerykański horror z 1988 r., w reżyserii Wesa Cravena.
Film powstał na podstawie reporterskiej powieści wydanej w 1985 roku, opisującej podróż botanika Wade'a Davisa na Haiti. Książka prezentowała wyniki badań nad tajemnicami obrzędów voodoo. Jedna ze spraw dotyczyła mężczyzny, który po 18 latach od swojego pogrzebu pojawił się ponownie wśród żywych. Okazało się, że takich przypadków jest więcej, a Davies bez reszty oddając się badaniom, odkrył w końcu proces zamieniania ludzi w zombie. Polegał on na posypywaniu głowy ofiary specjalnym proszkiem, po której zapada w stan podobny do śmierci. Stosując odtrutkę człowiek taki powraca do życia, ale nigdy już nie zachowuje się jak dawniej – pogrąża się w świecie halucynacji, nad którymi nie może zapanować. W proszku przywiezionym później do USA znaleziono wiele składników halucynogennych potwierdzających opisywane działanie mieszanki: m.in. tetrodotoksynę (jedną z najsilniejszych neurotoksyn, pozyskiwaną ze specjalnej odmiany ryby i powodującą zablokowanie końcówek nerwowych) oraz bufoteninę (silny halucynogen i anestetyk pochodzący z ciała ropuchy Bufo marinus). Na Haiti i okolicznych wyspach posypywanie proszkiem, zamieniające ludzi w zombie, do dziś bywa karą za kradzież kobiety, użycie przemocy czy chociażby chciwość.

## Opis fabuły
Wes Craven zamienił reporterskie relacje Daviesa w mroczny horror z sekwencjami snu i halucynacji z główną rolą graną przez Billa Pullmana. Film opowiada o naukowcu z Harvardu, który służbowo zostaje wysłany na Haiti, aby tam zbadać legendę zombie i tym samym zgłębić zagadkę śmierci. Na miejscu spotyka się z kapłanem voodoo, która to znajomość okaże się dla niego początkiem koszmaru.